# Iunie 2022
Acest articol este generat integral pe baza informațiilor din articolul 2022 și este actualizat periodic de un robot.
 Editările făcute în articol vor fi șterse la următoarea actualizare! Dacă doriți să faceți modificări, editați articolul-sursă.

ianuarie -
februarie -
martie -
aprilie -
mai -
iunie -
iulie -
august -
septembrie -
octombrie -
noiembrie -
decembrie
Iunie 2022 a fost a șasea lună a anului și a început într-o zi de miercuri.

## Evenimente
- 1 iunie: Președintele turc Recep Tayyip Erdoğan anulează discuțiile la nivel înalt cu premierul grec Kyriakos Mitsotakis, acuzându-l pe Mitsotakis că folosește constant avioane grecești pentru a viola spațiul aerian al Turciei. Ministrul turc de externe Mevlüt Çavușoğlu a acuzat pe 31 mai Grecia că a încălcat spațiul aerian al zonelor demilitarizate din Marea Egee.
- 1 iunie: Actorul Johnny Depp a câștigat un proces pentru defăimare împotriva fostei sale soții, actrița Amber Heard.
- 2 iunie: Jubileul de platină al Reginei Elisabeta a II-a începe la The Mall din Londra.
- 2 iunie: Marocul confirmă primul său caz de variolă a maimuței.
- 2 iunie: Organizația Națiunilor Unite recunoaște în mod oficial noul nume oficial al Turciei în urma unei cereri oficiale din partea Turciei de a-i schimba numele. Radiodifuzorul de stat turc TRT spune că schimbarea numelui este în primul rând pentru a evita asocierea cu pasărea cu același nume.
- 3 iunie: Ciad declară stare de urgență din cauza insecurității alimentare din țară. Organizația Națiunilor Unite estimează că mai mult de o treime din populație are nevoie de ajutor umanitar urgent.
- 3 iunie: Letonia confirmă și ea primul său caz de variolă a maimuței.
- 3 iunie: Oficialii americani din domeniul sănătății spun că 1.200 de doze de vaccin împotriva variolei au fost administrate pacienților considerați cu risc ridicat de variola maimuței.
- 3 iunie: Acordul de coaliție al Estoniei se prăbușește pe măsură ce partenerul junior de coaliție, Partidul de Centru, se alătură extremei-dreapta EKRE pentru a învinge un proiect de lege guvernamental privind învățământul primar și este ulterior expulzat de prim-ministrul Kaja Kallas. Kallas este de așteptat să formeze o coaliție cu alte două partide, Isamaa și social-democrații.
- 4 iunie: India raportează primul său caz suspect de variolă a maimuței la o fată din Ghaziabad.
- 4 iunie: După trei sesiuni în care candidații propuși nu au reușit să obțină voturile necesare, Parlamentul Albaniei îl alege pe șeful Statului Major General Bajram Begaj ca noul președinte albanez.
- 5 iunie: Institutul Filipinez de Vulcanologie și Seismologie ridică starea de alertă a Muntelui Bulusan la nivelul 1 după ce vulcanul a experimentat o erupție freatică.
- 5 iunie: Statul american Hawaii raportează un caz probabil de variolă a maimuței la o persoană din Oahu, devenind prima regiune insulară a Statelor Unite care a raportat un caz.
- 5 iunie: Columbia raportează primul său caz confirmat de variolă a maimuței la un bărbat care a călătorit din Spania.
- 5 iunie: Ministrul rus de externe Serghei Lavrov și-a anulat vizita programată în Serbia, după ce statele vecine din Balcani refuză să lase avionul lui Lavrov să le folosească spațiul aerian.
- 5 iunie: Kazahii merg la vot pentru a vota 56 de amendamente la constituție și propunerile „A doua Republică” ale președintelui Kassym-Jomart Tokayev, printre care reducerea puterilor prezidențiale, reforma Parlamentului, limitarea puterilor fostului președinte Nursultan Nazarbayev și crearea. din trei noi regiuni.
- 6 iunie: Departamentul de Sănătate și Servicii Umane din SUA spune că Statele Unite au obținut 36.000 de doze de vaccin Jynneos pentru a combate focarul de variola a maimuței.
- 6 iunie: Regatul Unit raportează 77 de noi cazuri de variolă a maimuței, ceea ce duce la peste 300 de cazuri din țară.
- 6 iunie: Kosovo și Singapore anunță primele cazuri de variolă a maimuței.
- 6 iunie: Administrația Biden le interzice președinților Cubei, Venezuelei și Nicaragua să participe la Summit-ul Americilor de anul acesta de la Los Angeles, Statele Unite. Președintele mexican Andrés Manuel López Obrador anunță că va boicota personal întâlnirea ca răspuns la interdicție, trimițându-l pe ministrul de externe Marcelo Ebrard să-l reprezinte la summit.
- 6 iunie: Boris Johnson supraviețuiește votului de încredere cu o marjă de 211-148 și va rămâne prim-ministru, cu 58,8% dintre parlamentarii conservatori votând în favoarea lui Johnson.
- 7 iunie: Bangladesh și Bahamas raportează primele cazuri suspectate de variolă a maimuței.
- 8 iunie: Brazilia, Grecia și Ghana raportează primele cazuri de variolă a maimuței. Uganda și Cipru raportează primele lor cazuri suspecte de variolă a maimuței.
- 8 iunie: Algeria suspendă un tratat de prietenie de 20 de ani cu Spania și interzice toate importurile din Spania, pe fondul unui dezacord cu privire la poziția guvernului spaniol cu privire la disputata Sahara de Vest.
- 9 iunie: Parlamentul European adoptă o rezoluție prin care îndeamnă la modificarea tratatelor Uniunii Europene pentru a desființa principiul unanimității în luarea deciziilor în ceea ce privește sancțiunile și politica externă și pentru a acorda Parlamentului dreptul la inițiativă legislativă.
- 10 iunie: Rusia și China deschid noul pod Blagoveșcensk–Heihe. Podul lung de 1 km se întinde peste râul Amur pentru a conecta Heihe din provincia Heilongjiang din nord-estul Chinei cu Blagoveșcensk din regiunea Amur din Orientul Îndepărtat al Rusiei. Acesta va scurta distanța de călătorie a mărfurilor între China și vestul Rusiei cu 1.500 km.
- 10 iunie: Rusia se retrage din Organizația Mondială a Turismului (UNWTO) după ce a fost suspendată de această organizație din cauza războiului țării cu Ucraina.
- 11 iunie: Principalii producători de petrol și petrochimie din Iran și Venezuela semnează un acord de cooperare economică pe 20 de ani.
- 11 iunie: Fostul președinte al Boliviei Jeanine Áñez este condamnată la zece ani de închisoare pentru infracțiunile de încălcare a obligațiilor și rezoluții contrare Constituției și legilor Boliviei în timpul crizei politice din Bolivia din 2019.
- 12 iunie: La Premiile Tony din acest an, A Strange Loop câștigă cel mai bun film muzical, în timp ce The Lehman Trilogy câștigă cea mai bună piesă.
- 13 iunie: Guvernul britanic confirmă că va continua cu planurile de încetare a Protocolului Irlanda de Nord pentru a facilita circulația mărfurilor între Marea Britanie și Irlanda de Nord. Uniunea Europeană acuză Marea Britanie că a încălcat legea internațională, încălcând acordul încheiat în timpul negocierilor pentru Brexit.
- 14 iunie: Autoritățile finlandeze îndepărtează ultimul monument rămas din țară al fondatorului și liderului Uniunii Sovietice, Vladimir Lenin, în Kotka, mutând cadoul din 1979 de la Republica Socialistă Sovietică Estonă într-un muzeu.
- 14 iunie: Guvernul din Kiribati declară stare de dezastru din cauza secetei severe din țară.
- 14 iunie: Ministerul danez de Externe anunță că a ajuns la un acord cu Canada pentru a împărți la jumătate insula Hans din Arctica, mult disputată, între teritoriul Canadei Nunavut și Groenlanda.
- 15 iunie: Uniunea Europeană inițiază o acțiune în justiție împotriva Regatului Unit, invocând o încălcare a acordurilor post-Brexit privind Protocolul Irlanda de Nord.
- 16 iunie: Prețurile de referință europene ale gazelor naturale cresc cu aproximativ 30% după ce compania rusă Gazprom a redus furnizarea de gaze Nord Stream 1 către Germania la 40% din capacitatea conductei. Rusia dă vina pe problemele de întreținere rezultate din refuzul Canadei de a returna echipamentele trimise pentru reparații și avertizează că utilizarea conductei ar putea fi complet suspendată.
- 16 iunie: Prețurile petrolului cresc în Statele Unite după anunțul de către administrația Biden privind noi sancțiuni împotriva industriei petrochimice din Iran. Sancțiunile reprezintă un efort de a forța Iranul să respecte Planul de acțiune cuprinzător comun, din care Statele Unite s-au retras unilateral în 2018.
- 17 iunie: Comisia Europeană recomandă Consiliului European să acorde Ucrainei statutul de candidat pentru aderarea la Uniunea Europeană.
- 18 iunie: Președintele Ecuadorului, Guillermo Lasso, declară stare de excepțională în Quito și în alte părți ale țării, pe fondul protestelor în curs.
- 18 iunie: Franța înregistrează mai multe recorduri de temperatură din iunie depășite cu peste 1 °C într-un val de căldură excepțional de puternică. Temperatura din Biarritz crește la 42,9 °C, record absolut pentru stațiunea de pe litoral și cu 2,3 °C peste recordul anterior stabilit în august.
- 19 iunie: Alegeri legislative în Franța. Coaliția politică Ensemble a președintelui Emmanuel Macron câștigă cele mai multe locuri, câștigând 245 din 577 de locuri în Adunarea Națională. Cu toate acestea, Macron își pierde majoritatea, deoarece pentru unul erau necesare 289 de locuri. Noua coaliție NUPES a câștigat 131 de locuri.
- 19 iunie: Alegeri prezidențiale în Columbia. fost luptător de gherilă pentru Mișcarea 19 Aprilie și senatorul în exercițiu, Gustavo Petro este ales Președinte al Columbiei, îl învinge pe omul de afaceri și fost primar al orașului Bucaramanga, Rodolfo Hernández Suárez.
- 19 iunie: Republica Cehă înregistrează cea mai mare temperatură pentru luna iunie, 39,0 °C, în Řež. Părți din Austria, Germania și Polonia raportează, de asemenea, temperaturi ridicate record.
- 19 iunie: Lituania interzice tranzitul mărfurilor care fac obiectul sancțiunilor UE pe teritoriul său către exclava rusă Kaliningrad.
- 20 iunie: Guvernul belgian repatriază rămășițele liderului independenței congoleze și fostului premier Patrice Lumumba, constând într-un dinte, printr-o ceremonie oficială la care a participat familia sa la Palatul Egmont din Bruxelles.
- 20 iunie: Ucraina ratifică Convenția de la Istanbul.
- 21 iunie: Egiptul respinge două acorduri ale Organizației Mondiale a Comerțului (OMC) care ar fi forțat-o să exporte alimente necesare pe plan intern pentru a atenua criza alimentară globală, invocând propuneri pe care le consideră dăunătoare țărilor în curs de dezvoltare și menționând, de asemenea, că alte 30 de state membre OMC limitează exporturile de alimente.
- 22 iunie: Un cutremur cu magnitudinea momentului (Mw) 6,2 lovește linia Durand dintre Afganistan și Pakistan, ucigând cel puțin 1.163 de persoane.
- 22 iunie: Guvernul premierului bulgar Kiril Petkov pierde o moțiune de vot de cenzură în Adunarea Națională.
- 23 iunie: Republica Moldova și Ucraina au primit statutul de țări candidate la aderarea în Uniunea Europeană.
- 24 iunie: Bulgaria își ridică dreptul de veto împotriva cererii Macedoniei de Nord de a adera la Uniunea Europeană.
- 25 iunie: Două persoane au murit și alte 21 au fost rănite în timpul unor împușcături în masă din trei locuri separate din centrul capitalei Norvegiei, Oslo, inclusiv un club de noapte gay. Un bărbat iranian-norvegian este arestat și acuzat de crimă, tentativă de omor și terorism. Motivul este suspectat a fi extremismul islamic.
- 26 iunie: În Germania, a început cel de-al 48-lea summit G7. Liderii G7 se adună la un summit în Germania pentru a discuta despre situația din Ucraina. Se anunță interdicția importurilor de aur rusesc.
- 27 iunie: 53 de migranți au fost găsiți morți într-o remorcă cu un tractor în San Antonio, Texas.
- 28-30 iunie: Un summit NATO are loc la Madrid, Spania, împreună cu prezența țărilor invitate din Uniunea Europeană și regiunea Indo-Pacific, în principal în căutarea unei întăriri defensive consensuale după invazia rusă a Ucrainei și amenințarea susținută asupra integrității teritoriale a altor țări.
- 29 iunie: Mai mulți inculpați sunt găsiți vinovați de un tribunal din Franța pentru rolul lor în atacurile din Paris.
- 29 iunie: Florin Cîțu și-a dat demisia din funcția de Președinte al Senatului, după șapte luni de la conducere. de asemenea, vicepreședintă a Senatului Alina Gorghiu a preluat interimar ca șef de Senat.
- 29 iunie: Consiliul European este de acord în linii mari asupra mai multor măsuri de combatere a schimbărilor climatice. Printre acestea se numără și interzicerea motoarelor cu ardere pentru mașinile noi începând cu 2035, alocând 59 de miliarde de euro pentru un fond special pentru reducerea costului tranziției pentru cele mai sărace populații, care urmează să fie plătit din 2027 până în 2032, reducerea emisiilor de dioxid de carbon cu 55% față de nivelul de referință din 1990 și o reformă a pieței carbonului. Negocierile privind versiunea finală a acestor reforme sunt în desfășurare.
- 30 iunie: Rusia anunță că s-a retras de pe Insula Șerpilor, din Marea Neagră, ca „gest de bunăvoință”, punând capăt ocupației insulei începută în februarie. Cu toate acestea, Ucraina spune că a alungat forțele ruse de pe insulă după un asalt masiv de artilerie.
- 30 iunie: Slovacia măsoară cea mai ridicată temperatură vreodată în iunie în Somotor, lângă Košice, atingând 38,8 °C.
- 30 iunie: Bongbong Marcos a depus jurământul ca al 17-lea președinte al Filipinelor.

## Decese
- 1 iunie: Andrei Zanca, 69 ani,  poet și traducător român (n. 1952)
- 4 iunie: George Lamming, 94 ani, romancier și poet din Barbados (n. 1927)
- 4 iunie: György Moldova, 88 ani, scriitor maghiar (n. 1934)
- 7 iunie: Carl, Duce de Württemberg, 85 ani, șef al Casei de Württemberg (n. 1936)
- 8 iunie: Costică Dafinoiu, 68 ani, pugilist român, medaliat olimpic (1976), (n. 1954)
- 9 iunie: Eliza Botezatu, 83 ani, scriitoare și critic literar din Republica Moldova (n. 1938)
- 11 iunie: Gheorghe Țîbîrnă, 78 ani, medic oncolog din R. Moldova, membru titular al Academiei de Științe a Moldovei (n. 1944)
- 12 iunie: Valeriu Râpeanu, 90 ani, critic și istoric literar, profesor universitar român (n. 1931)
- 13 iunie: Giuseppe Pericu, 84 ani, politician italian (n. 1937)
- 14 iunie: A. B. Yehoshua, 85 ani, romancier, eseist și dramaturg israelian (n. 1936)
- 16 iunie: Alexandru Lulescu, 90 ani, actor român (n. 1932)
- 17 iunie: Dave Hebner (David Hebner), 73 ani, promoter și arbitru american de wrestling (n. 1949)
- 17 iunie: Jean-Louis Trintignant, 91 ani, actor francez de film (n. 1930)
- 17 iunie: Valentin Uritescu, 81 ani, actor român de televiziune, film și teatru (n. 1941)
- 18 iunie: Iulia Buciuceanu, 90 ani, solistă română de operă și lied (mezzo-soprană) originară din Basarabia (n. 1931)
- 21 iunie: Ancelin Roseti, 55 ani, poet și publicist român (n. 1967)
- 23 iunie: Iuri Șatunov, 48 ani, cântăreț rus (Laskovîi mai), (n. 1973)
- 24 iunie: Maria Nichiforov, 71 ani, caiacistă română (n. 1951)
- 25 iunie: Ștefan  Petreuș, 82 ani, interpret român de muzică populară, cofondator ansamblu Frații Petreuș (n. 1940)
- 26 iunie: Frank Moorhouse, 83 ani, scriitor australian de nuvele, scenarii și romane (n. 1938)
- 27 iunie: Joe Turkel (Joseph Turkel), 94 ani, actor american (Strălucirea), (n. 1927)
- 29 iunie: Serghei Andronati, 81 ani, chimist ucrainean (n. 1940)
- 29 iunie: David Weiss Halivni, 94 ani, rabin și cercetător americano - israelian în domeniul științelor iudaice (n. 1927)
- 30 iunie: Vladimir Zelenko, 48 ani, medic ucrainean, cunoscut pentru promovarea unui tratament ambulatoriu experimental pentru COVID-19 (n. 1973)